# Grand dolmen de la Table au Loup
Le grand dolmen de la Table au Loup ou dolmen de Maleu est un dolmen situé sur le lieu-dit de Conte-Terre, à Sériers, sur la commune de Neuvéglise-sur-Truyère, dans le département français du Cantal.

## Historique
Le dolmen fait l'objet d'un classement aux monuments historiques le 4 avril 1911.

## Description
Le dolmen est constitué de deux supports et d'une dalle de couverture. L'édifice a subi des dégâts et des fouilles clandestines qui ont nécessité sa réédification. Une rénovation a notamment lieu en 2008.
|                                          |
| Vue rapprochée de l'entrée de l'édifice. |

|              |
| Vue arrière. |